# Plaňany zastávka
Plaňany zastávka je železniční zastávka nacházející se v jižní části městysu Plaňany v okrese Kolín ve Středočeském kraji, na sever od silnice I/12. Leží v km 8,370 na neelektrizované jednokolejné trati Pečky – Bošice – Bečváry/Kouřim. 

## Popis
V železniční zastávce je úrovňové nástupiště  120 m dlouhé. V blízkosti zastávky se nacházela odbočná vlečka do dnes již zaniklého cukrovaru v Plaňanech. Dodnes jsou na místě patrné pozůstatky této tratě.[nenalezeno v uvedeném zdroji]

## Spojení v roce 2023
- O pracovních dnech jezdilo na zastávku 8 spojů linky S11 směrem na Bošice/Kouřim a 15 spojů linky S11 směrem Pečky v nepravidelných intervalech (zhruba 50-120 minut)[4]
- O víkendech jezdilo na zastávku 7 spojů linky S11 směrem na Kouřim a 9 spojů linky S11 směrem Pečky po dvouhodinových intervalech.[4]
- Některé spoje zde svou jízdu končí.[4]